# Yaadein
Pour plus de détails, voir Fiche technique et Distribution.
Yaadein (hindi : यादें, ourdou : ياديں, français : Souvenir) est un film indien de Bollywood réalisé par Subhash Ghai en 2001, avec Jackie Shroff, Hrithik Roshan, Kareena Kapoor et Amrish Puri. 
Yaadein n’a pas connu autant de succès que les autres films de Subhash Ghai qui a affirmé qu'il avait voulu mettre en lumière la relation d’un père et de ses trois filles davantage que sur leurs relations amoureuses. Cependant, les distributeurs auraient fait pression sur le réalisateur pour mettre l’accent sur Hrithik Roshan dans le film. Seule l’interprétation de Jackie Shroff a largement été saluée. Il a en outre été nommé lors des Filmfare Awards pour un Filmfare Best Supporting Actor Award en 2002.
Le film a été tourné en Inde, en Malaisie et au Royaume-Uni.

## Synopsis
Raj Singh Puri (Jackie Shroff) est le meilleur ami de L.K. Malhotra (Anang Desai) qui est le jeune frère de J.K. Malhotra (Amrish Puri). Les deux frères sont d’importants hommes d’affaires et Raj est leur employé. À la suite du décès de son épouse Shalini (Rati Agnihotri), Raj reste seul avec ses trois filles, Avantika (Avni Vasa), Sania (Himani Rawat) et Isha (Kareena Kapoor). Alors que le mariage de la première a été arrangé, la seconde s’est unie à celui qu’elle avait choisi. Or, la seconde a réclamé le divorce. Tout ceci a provoqué le désespoir de Raj et de sa dernière fille Isha qui se montrent fermement contre l’amour et les relations humaines. Mais Isha change d’opinion lorsqu’elle rencontre et tombe amoureuse de l’héritier de l’empire Malhotra, Ronit (Hrithik Roshan), fils de L.K. Malhotra. Lorsqu’ils demandent l’assentiment de Raj, celui-ci refuse et Isha cesse de fréquenter Ronit. Raj arrange alors le mariage de ce dernier avec Monishka Rai (Kiran Rathod), fille d’un autre homme d’affaires. 

## Fiche technique
- Titre : Yaadein
- Réalisateur : Subhash Ghai
- Producteur : Subhash Ghai
- Scénaristes : Subhash Ghai, Amrik Gill, Aatish Kapadia et Anuradha Tiwari
- Musique : Anu Malik
- Distributeur : Tips Music Films Pvt. Ltd.
- Sortie : 27 juin 2001
- Durée : 193 minutes
- Pays : Inde
- Langue : hindi

## Distribution
- Jackie Shroff : Raj Singh Puri
- Rati Agnihotri : Shalini Singh Puri
- Hrithik Roshan : Ronit Malhotra
- Kareena Kapoor : Isha Singh Puri
- Supriya Karnik : Nalini Malhotra
- Amrish Puri : J.K. Malhotra (oncle de Ronit)
- Kiran Rathod : Monishka Rai
- Avni Vasa : Avantika Singh Puri
- Himani Rawat : Sania Singh Puri
- Anang Desai : L.K. Malhotra
- Jaanki Majithia : Baby Avantika
- Rishi Majithia : Baby Ronit
- Gangotri Majithia : Baby Isha
- Anisha Kataria : Baby Shalini

## Musique
La bande originale comporte 10 chansons dont la musique a été composée par Anu Malik et dont les paroles ont été écrites par Anand Bakshi.
| Titre                 | Interprète(s)                                                  | Durée | À l’écran                                                                |
| --------------------- | -------------------------------------------------------------- | ----- | ------------------------------------------------------------------------ |
| Alaap                 | Sunidhi Chauhan                                                | 0:24  | Rati Agnihotri                                                           |
| Yaadein (Male)        | Hariharan                                                      | 5:13  | Jackie Shroff et Hrithik Roshan                                          |
| Jab Dil Mile          | Sukhvinder Singh, Asha Bhosle, Sunidhi Chauhan et Udit Narayan | 6:52  | Hrithik Roshan et Kareena Kapoor                                         |
| Chamakti Shaam Hai    | Sonu Nigam et Alka Yagnik                                      | 6:29  | Hrithik Roshan, Kareena Kapoor et Kiran Rathod                           |
| Eli Re Eli            | Alka Yagnik, Hema Sardesai et Kavita Krishnamurthy             | 8:03  | Kareena Kapoor, Avni Vasa, Himani Rawat, Hrithik Roshan et Jackie Shroff |
| Kuch Saal Pehle       | Hariharan                                                      | 7:13  | Jackie Shroff, Hrithik Roshan et Kareena Kapoor                          |
| Aye Dil Dil Ki Duniya | Kay Kay et Sneha Pant                                          | 6:36  | Hrithik Roshan et Kareena Kapoor                                         |
| Yaadein (Female)      | Sunidhi Chauhan et Mahalaxmi Iyer                              | 4:43  | Kareena Kapoor, Avni Vasa et Himani Rawat                                |
| Chanda Taare          | Sukhvinder Singh et Kavita Krishnamurthy                       | 7:06  | Hrithik Roshan et Kareena Kapoor                                         |
| Theme Music           | Instrumental                                                   | 3:47  |                                                                          |

## Lieux de tournage
- Angleterre (Royaume-Uni) :
  - Ascot ;
  - Château de Windsor ;
    - Windsor Great Park ;
    - Gare de Windsor & Eton Central ;

  - Cliveden (demeure de la famille de Raj) ;
  - Londres ;
    - Apex Bar and Restaurant, Radisson Hampshire, Leicester Square ;
    - Piccadilly Circus ;
    - Thames Embankment ;
    - Tower Bridge ;
    - King's Arms Pub, Harefield ;

  - Thorpe Park ;
  - Queensmere Shopping Centre, Slough ;
- Inde :
  - Bombay ;
  - Lake Palace Hotel, Udaipur ;
- Langkawi (Malaisie) :  
  - Eagle Square ;
  - Kuah ;
  - Langkawi Yacht Club ;
  - Panchkula.

La scène de clôture a été tournée à Bombay, et non à Londres.